# HD 103313
HD 103313，又名BD+01 2624，SAO 119100、HR 4555，是一颗恒星，视星等为6.3，位于銀經273.07，銀緯60.04，其B1900.0坐标为赤經11h 48m 43.1s，赤緯+1° 60.04′ 30″。